# Schottentor metróállomás

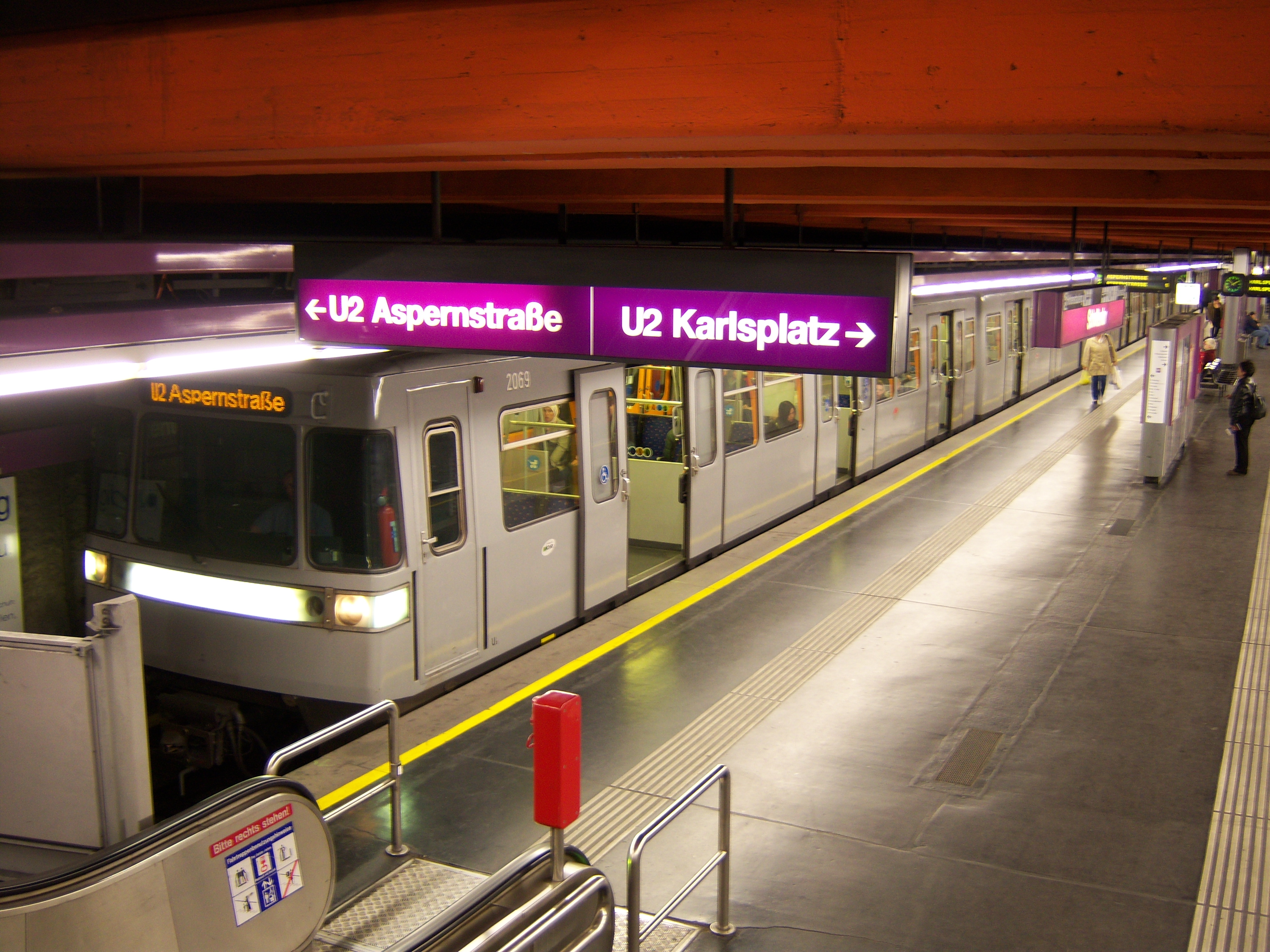
U_{1} típusú metró Schottentornál

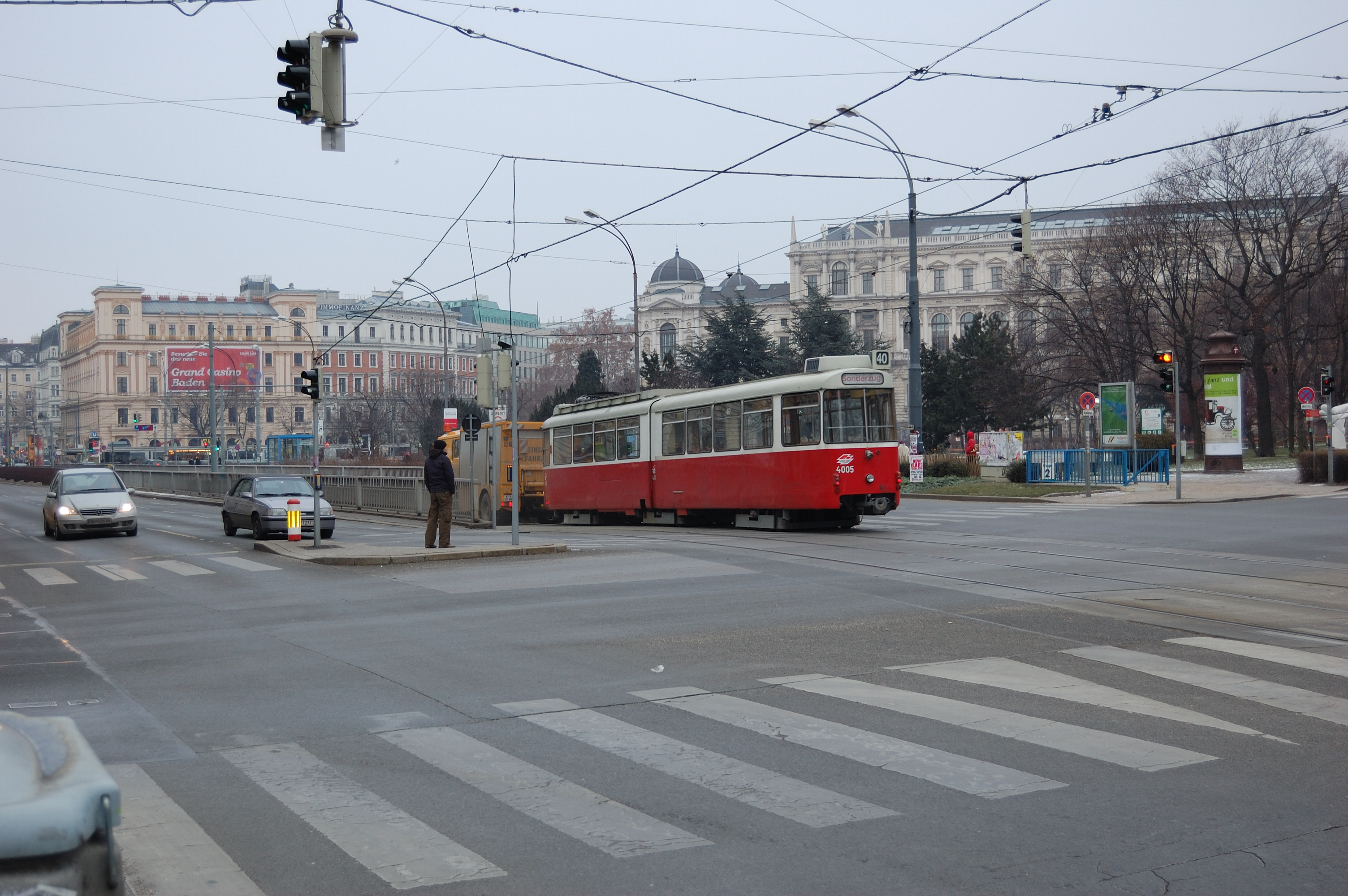
Schwarzspanierstraße megálló felől vontatnak egy lerobbant E_{2}-est az alsó szintre.

A bécsi Schottentor metróállomás az U2-es metróvonal egyik megállóhelye Rathaus és Schottenring között. Az állomás Bécs 1. kerületében, Innere Stadtban épült. Nevét az egykori városkapuról kapta, mely az 1860-ban lerombolt városfalon vezetett át. Az alagúton lévő felirat szerint az állomás Schottentor Universität névre hallgat, ám ezt egyre ritkábban használják. Az Universität egyébként egyetemet jelent, amivel az itt lévő Bécsi Egyetem főépületére utalnak.

## Jellemzője
Az állomás középperonos kialakítású, egyterű és nagyban különbözik a tőle Karlsplatz felé eső megállóktól, mert ez nem volt az U-Strassenbahn része. Kijárat a peron mindkét végén van. Az egyiken 3 mozgólépcső, a másikon 1 mozgólépcső és egy széles lépcső van. Továbbá lehetőség van még lifttel is lejönni, ami a peron negyedénél áll meg. Érdekesség, hogy az állomás mindkét végénél van visszafogó váltó. A Schottenring felé vezető szakasznál azonnal Schottentor után, míg a másik irányba vezető pályán Rathaushoz közelebb van a váltó.

A metró megállója felett egy kétszintes közlekedési csomópont van, melynek építményét Jonas-Reindlnek hívnak. Az alsó szinten csak a 37-es, 38-as, 40-es, 41-es és 42-es villamosok megállója és üzletek, és legfelül az utcaszinten a D, 1-es, 43-as, 44-es és 71-es villamosok és a buszok megállói vannak. Az alsó szinten a hurok egy kis része kétvágányúsított, melyet üzemi kitérőként tudnak használni.
Változások az U5-ös építésével
Az U5-ös metró átadása után az U2-es más útvonalon fog tovább haladni, Seestadt felől érkezve Schottentor lesz az utolsó megállója a jelenlegi útvonalán. Azonban mivel már az U2-es építésekor számításba vették az esetlegesen arra épülő metrót nagyobb probléma nélkül kivitelezhető lesz a 2-es metró új alagútba vezetése és a jelenlegi alagútba az 5-ös metró beirányítása. A jelenlegi szűk ív (ami mellesleg a bécsi metró legszűkebb íve) a 2-es és 5-ös metrók közötti átjáróalagút lesz. Az U2-es és U5-ös vonalak azonban a Rathausnál fognak kapni új állomást, így nagyobb Schottentor változtatás nélkül fog kikerülni az 5-ös metró építési projektjéből.

## Átszállási kapcsolatok
| U2 (Schottentor ↔ Seestadt) |                                                                                           |                                 |
| Állomás                     | Átszállási kapcsolatok                                                                    | Fontosabb létesítmények         |
| Schottentor                 | 1, 37, 38, 40, 41, 42, 43, 44, 71, D, U2Z 1A, 40A N25, N38, N41, N43, N60, N66 (éjszakai) | Bécsi Egyetem főépülete; Tőzsde |

## Galéria

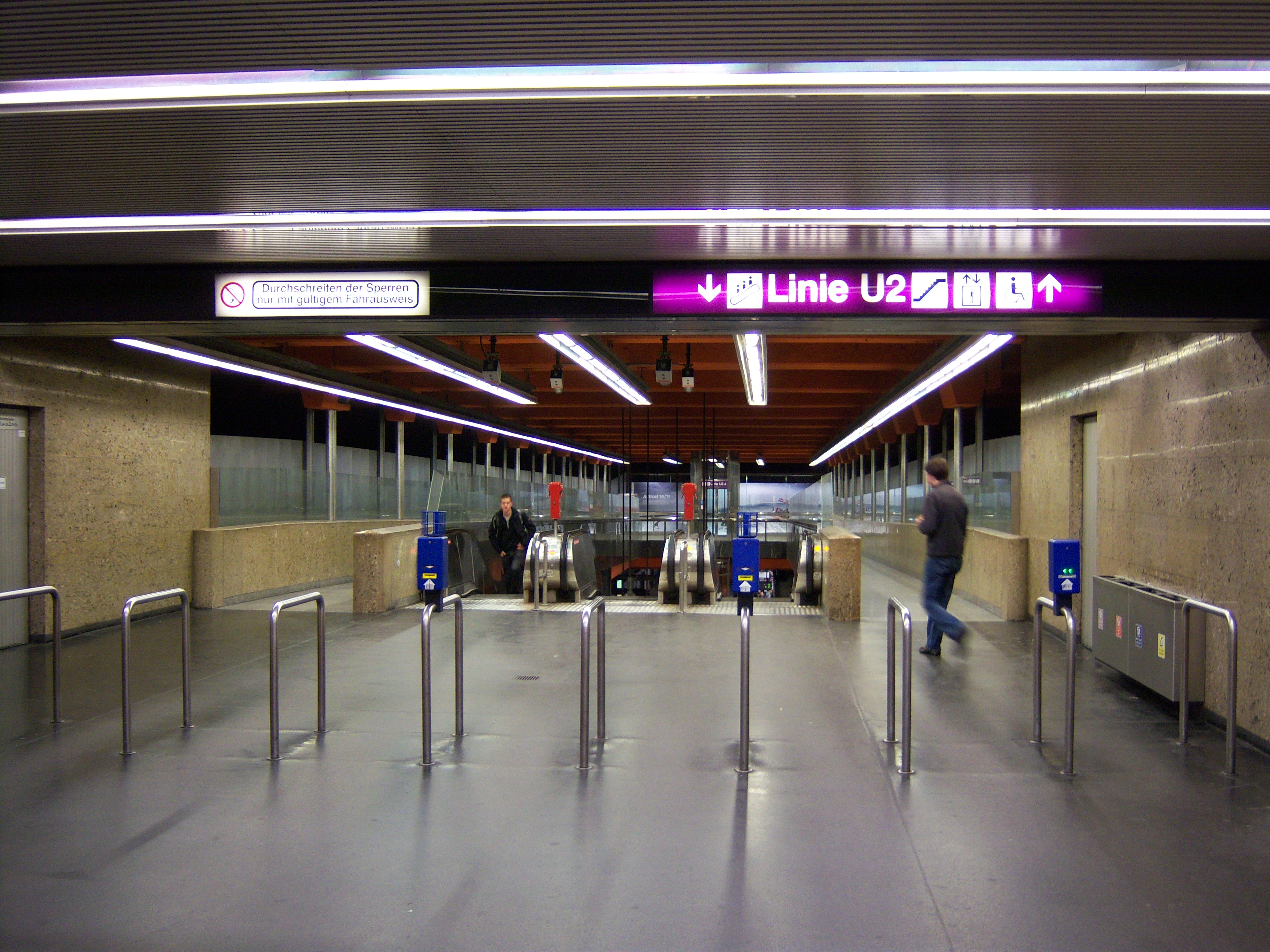
A villamosok megállójához vezető mozgólépcső
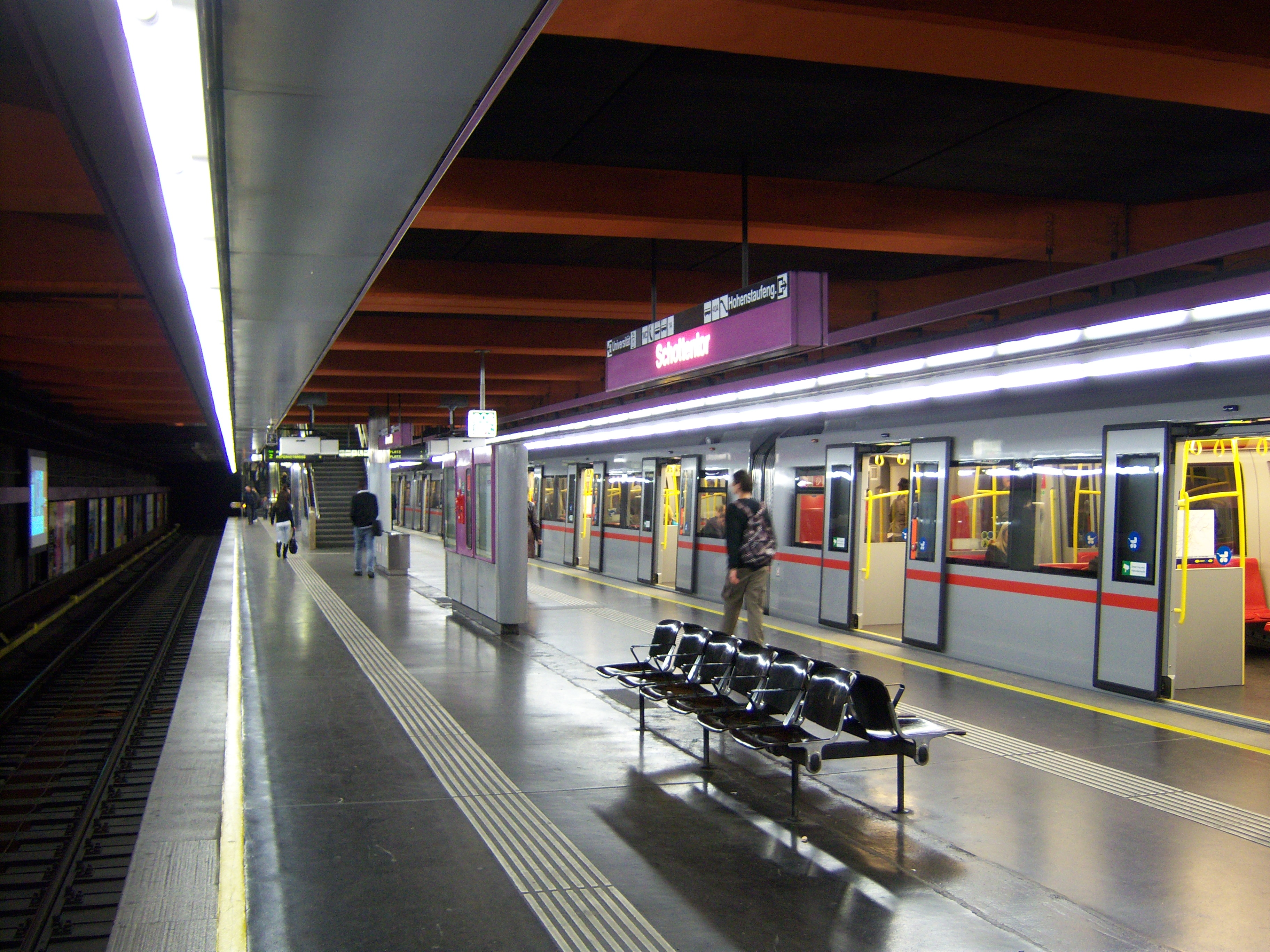
Schottentornál egy V típusú metrókocsi
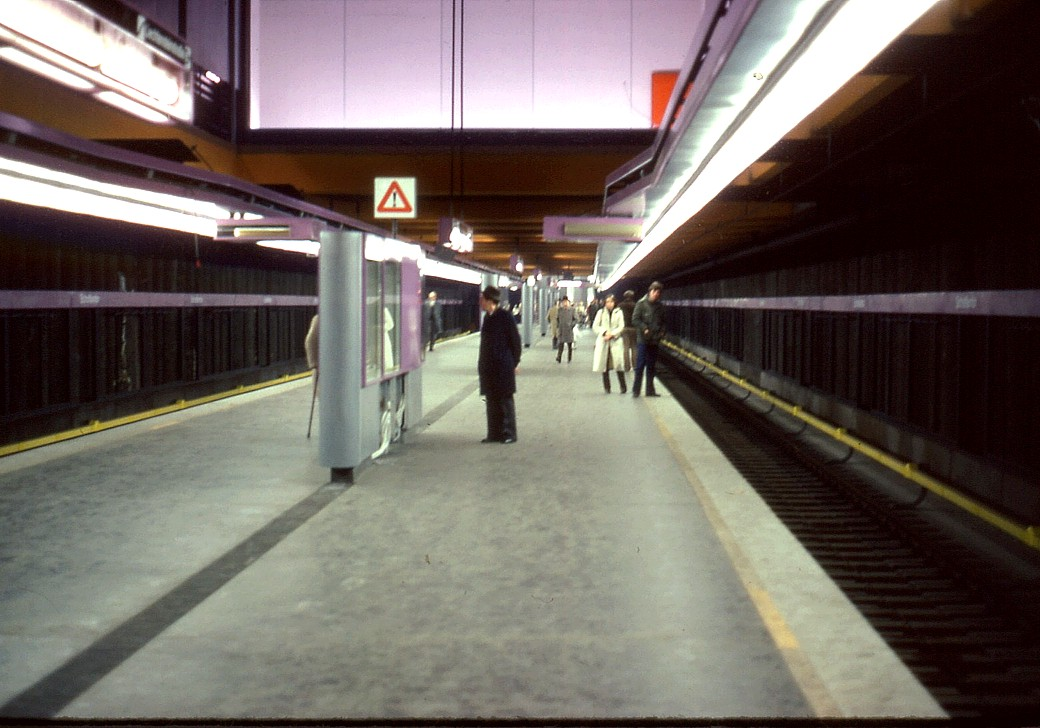
A megálló 1980-ban
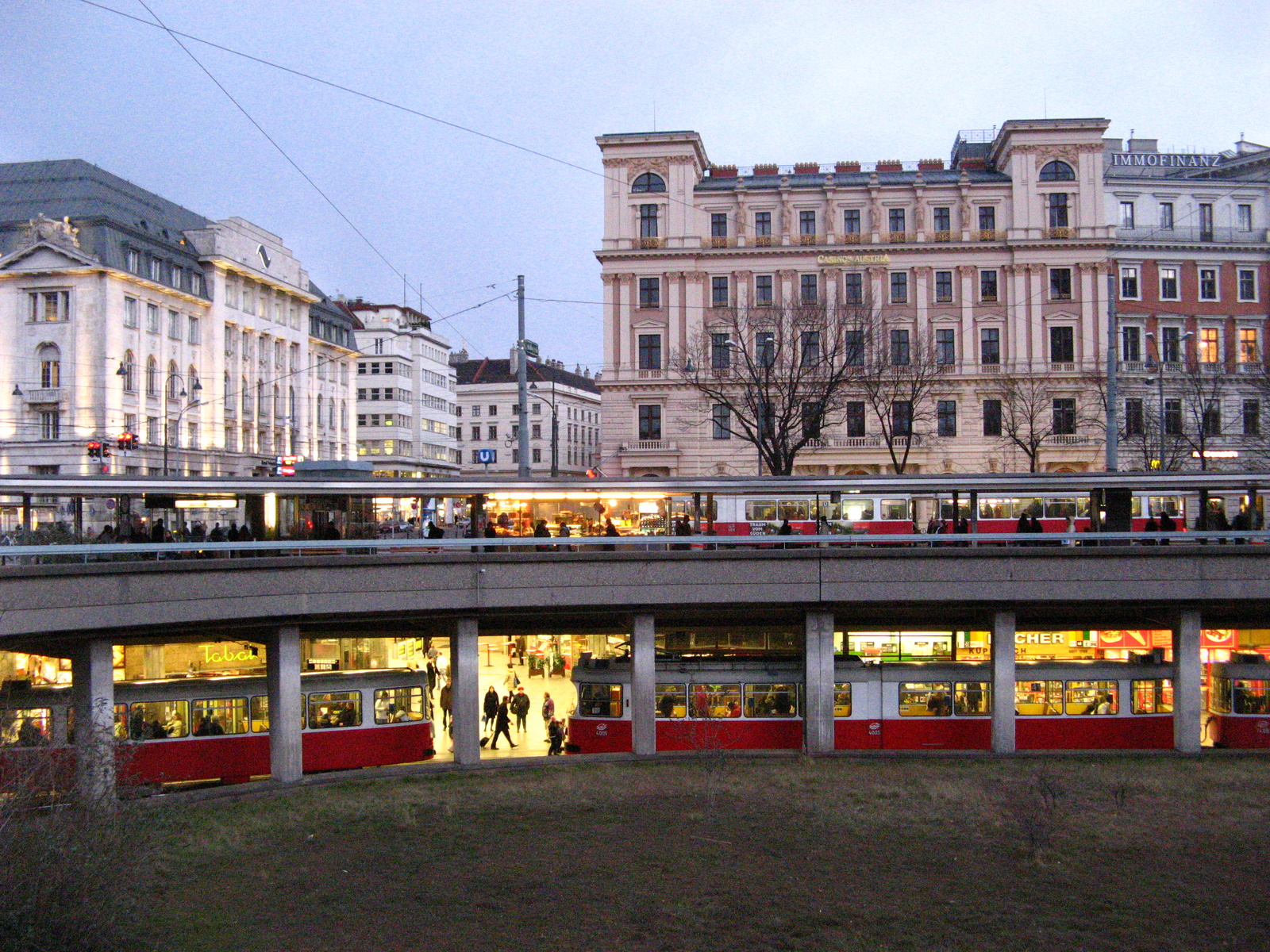
A Jonas-Reindl nevű építménynél a villamosok két szintben haladnak
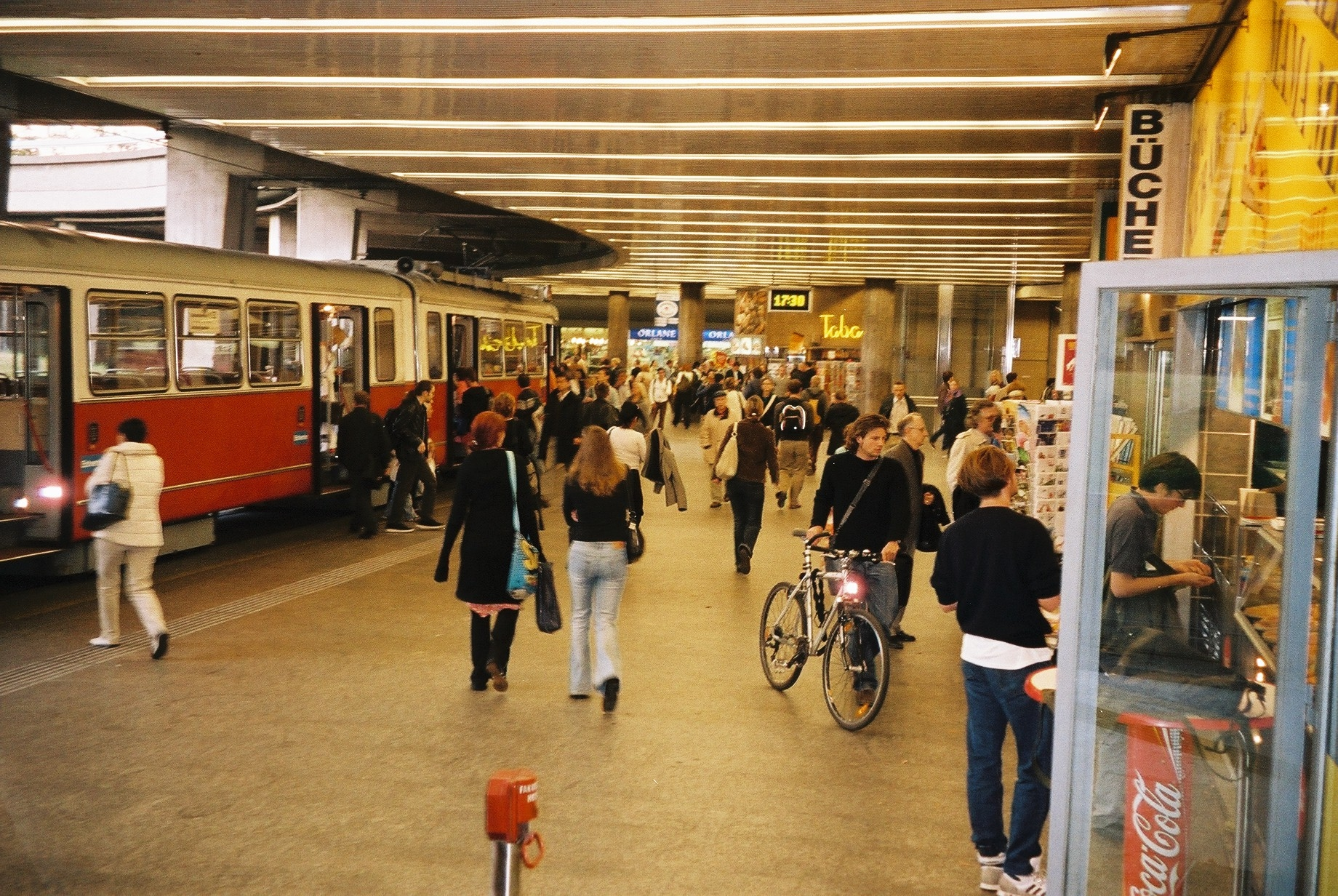
Schottentor villamosmegálló alsó...
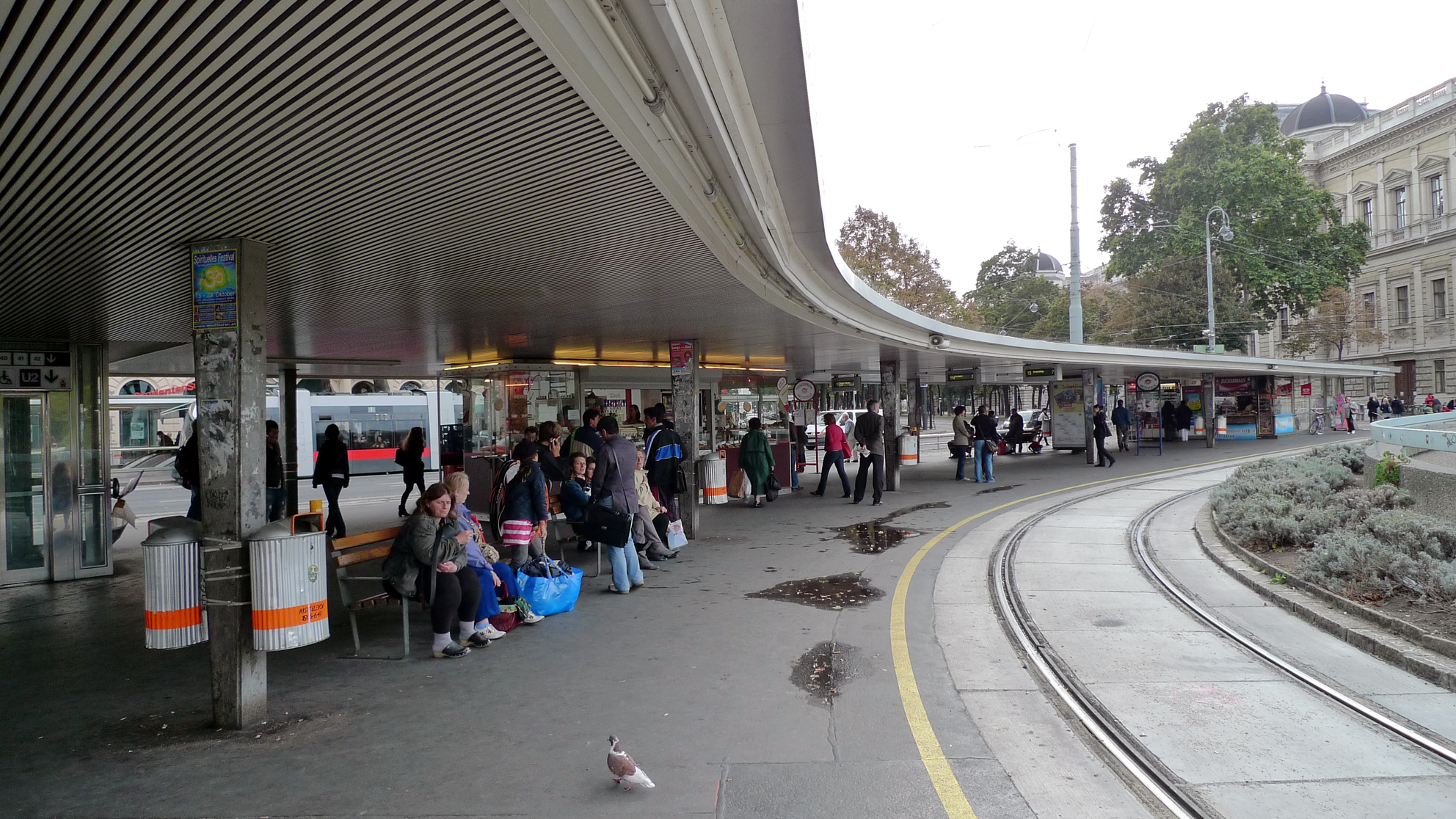
...és felső szintje
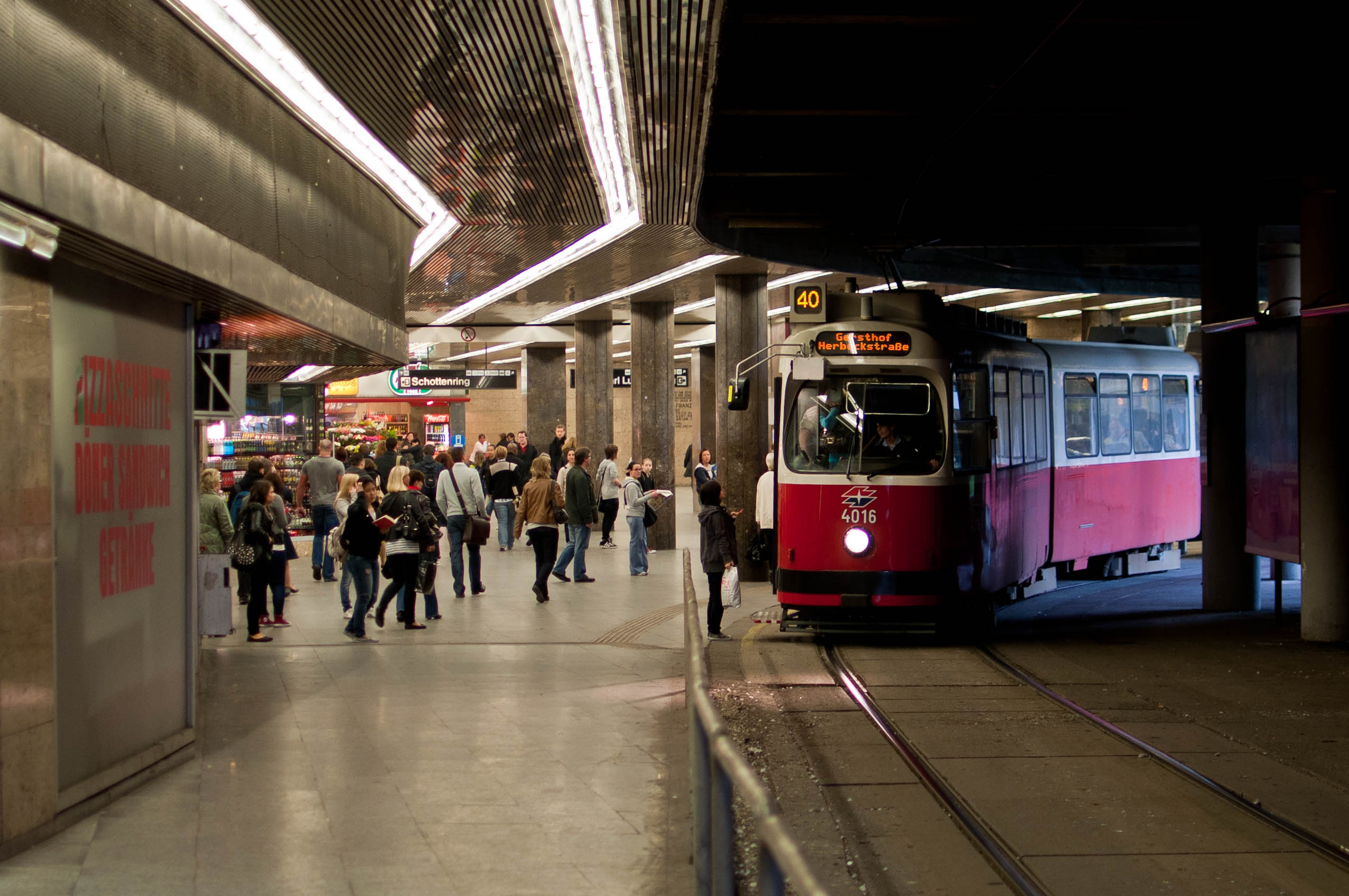
E2 villamos várakozik az alsó szinten
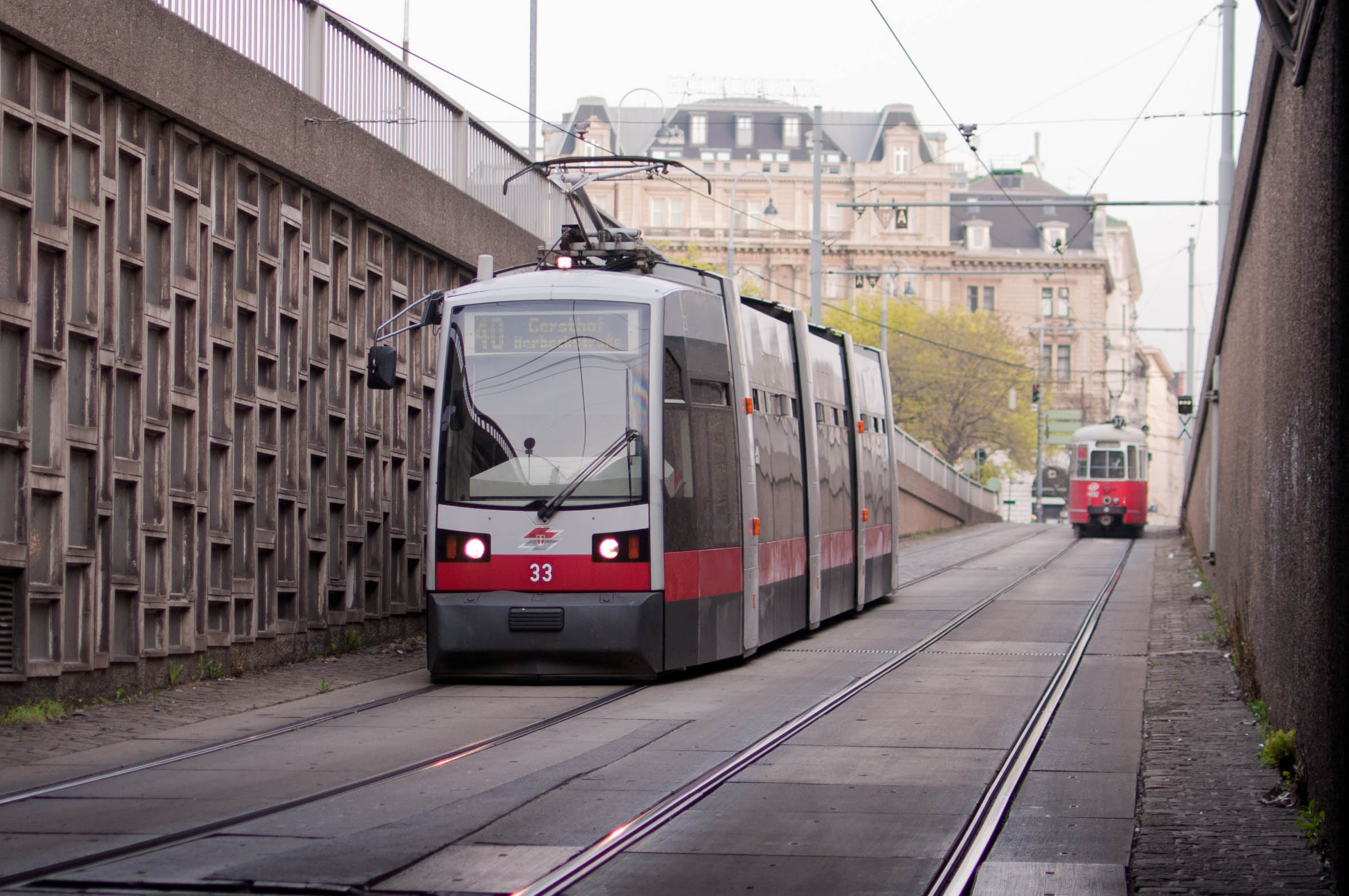
ULF ereszkedik le az alsó szintre. Háttérben egy E1-es

## Fordítás
- Ez a szócikk részben vagy egészben  az   U-Bahn-Station Schottentor című német Wikipédia-szócikk fordításán alapul.  Az eredeti cikk szerkesztőit annak laptörténete sorolja fel. Ez a jelzés csupán a megfogalmazás eredetét és a szerzői jogokat jelzi, nem szolgál a cikkben szereplő információk forrásmegjelöléseként.